# Liste der Burgen und Schlösser im Rhein-Sieg-Kreis
Die Liste der Burgen und Schlösser im Rhein-Sieg-Kreis zeigt alle Artikel über Adelssitze im Rhein-Sieg-Kreis. Nicht aufgeführt sind Zier- und Nachbauten, die nie als Wohngebäude oder zur Verteidigung genutzt wurden. 
| Name                 | Ort                             | Besitzer |
| Rechtsrheinisch      | Rechtsrheinisch                 | Rechtsrheinisch |
| -------------------- | ------------------------------- | --- |
| Löwenburg            | Bad Honnef                      | Grafen von Sayn, Herren von Heinsberg, Herzogtum Berg |
| Burg Reitersdorf     | Bad Honnef                      | Abtei Prüm, Herren von Heinsberg, Herzogtum Jülich |
| Burg Merten          | Eitorf-Merten                   | Herren von Kappenstein, Herren von Wildenburg, Hatzfeld (Adelsgeschlecht), Sayn-Wittgenstein, Hatzfeld (Adelsgeschlecht), Herren von Schönstein-Trachenberg, Nesselrode (Adelsgeschlecht)                                              |
| Burg Welterode       | Eitorf                          | Grafen von Sayn, Stadt Köln, Nesselrode (Adelsgeschlecht), Jakob von Kaufmann-Asser, Graf Hoensbroich zu Schloss Türnich |
| Probach              | Eitorf                          | Rennenberg (Adelsgeschlecht) |
| Schloss Allner       | Hennef (Sieg)-Allner            | Stift Vilich, Scheiffart von Merode, Spies von Büllesheim, Hatzfeld (Adelsgeschlecht), Freiherren von Loë |
| Burg Blankenberg     | Hennef (Sieg)-Stadt Blankenberg | Grafen von Sayn, Herzogtum Berg |
| Haus Attenbach       | Hennef (Sieg)                   | Arnold von Vünfzahl, Theodor von Hallberg-Broich |
| Burg Drachenfels     | Königswinter                    | Cassius-Stift, Waldbott von Bassenheim |
| Burgruine Rosenau    | Königswinter                    | Dietrich von Dorndorf, Kloster Heisterbach |
| Wolkenburg           | Königswinter                    | Kurfürsten von Köln |
| Schloss Auel         | Lohmar                          | Peter van Auel, von Meuchen, Proff (Adelsgeschlecht), von la Valette St. George |
| Burg Honrath         | Lohmar                          | Theoderich von Hengebach, Abtei St. Michael, Graf Arnold von Hückeswagen, Sayn-Wittgenstein, Herren von Loen-Heinsberg, Herzogtum Berg, Düsseldorfer Kollegiatstift, Joist Lüninck, Proff (Adelsgeschlecht), von la Valette St. George |
| Burg Lohmar          | Lohmar                          | Graf Dietrich II. von Loos und Chiney, von Ro(i)de, von Reven |
| Burg Schönrath       | Lohmar                          | von Schönrode, Landsberg (Adelsgeschlecht), Nesselrode (Adelsgeschlecht), Quadt, Plettenberg (Adelsgeschlecht), von Heyden, Freiherr Ernst von Erlenkamp                                                                               |
| Haus Sülz            | Lohmar                          | Pfalzgrafen des Auelgaues, Abtei St. Michael, Staël von Holstein, Adolf von Bellinghausen, von Zweiffel, von Hillen zu Helden, La Valette St. George                                                                                   |
| Burg Overbach        | Much                            | Friedrich von Omphal, Dr. Sybertz, Johann Adolf Sauer, Heinrich Joseph Joesten, Pfarrer Bloch, Nesselrode (Adelsgeschlecht) |
| Burg Lülsdorf        | Niederkassel                    | Herren von Lülsdorf, Herzogtum Berg |
| Burgruine Herrenbröl | Ruppichteroth                   | Herren von Scheidt genannt Weschpfennig, Martial (Adelsgeschlecht) |
| Burg Herrnstein      | Ruppichteroth                   | Herzogtum Berg, Nesselrode (Adelsgeschlecht) |
| Siegburg             | Siegburg                        | Pfalzgrafen des Auelgaues, Erzbistum Köln |
| Burg Wissem          | Troisdorf                       | Herren von Troisdorf, Herren von Zweifel, Freiherren von Loë |
| Burg Mauel           | Windeck                         | Herren von Etzenbach, Herren von Vellbrück |
| Burg Windeck         | Windeck                         | Grafen von Thüringen, Herzogtum Berg, Erzbistum Köln, Grafen von Thüringen, Herzogtum Brabant, Herzogtum Berg, Mark Brandenburg, Pfalz-Neuburg, Schweden, Pfalz-Neuburg, Hessen                                                        |
| Linksrheinisch       |                                 | |
| Schloss Alfter       | Alfter                          | Herren de Halechte (Burg Alfter), Grafen von Salm-Reifferscheidt-Dyck, Simeon Reichsgraf Wolff Metternich zur Gracht (Stand: 2015) |
| Burg Hemmerich       | Bornheim                        | Ritter Albero von Hemberg, Freiherren von Nordeck zur Rabenau |
| Kitzburg             | Bornheim                        | Erzbistum Köln, Gerhard Anton von Wolfskehl, Bischof Franz Egon Fürstenberg, Thomas von Quentel, von Becker, Everhard, Groote (Adelsgeschlecht)                                                                                        |
| Rheindorfer Burg     | Bornheim                        | Herren von Rinchedorp, Jesuiten, Kloster St. Albert |
| Burg Lüftelberg      | Meckenheim                      | Dietrich von Volmenstein, Herren von Vischenich, Ritter von Gymnich, Herren von Schall von Bell, Herren von Vorst-Lombeck |
| Tomburg              | Rheinbach                       | Pfalzgrafen des Auelgaues, Grafen von Kleve, Herren von Müllenark |
| Burg Peppenhoven     | Rheinbach                       | Grafen von Werl, Martial (Adelsgeschlecht), Freiherren von Boeselager |
| Burg Heimerzheim     | Swisttal                        | Herren von Heimerzheim, Deutscher Ritterorden, Caspar Anton von Belderbusch, Freiherren von Boeselager |
| Burg Kriegshoven     | Swisttal                        | Herren von Kriegshoven, Oberregierungsrat Emil von Wülfing, Caspar Anton von Belderbusch |
| Schloss Miel         | Swisttal                        | Spies von Büllesheim, Caspar Anton von Belderbusch |
| Burg Gudenau         | Wachtberg                       | Familie Neven du Mont |
| Burg Münchhausen     | Wachtberg                       | Abtei Prüm, Kurköln, Von der Leyen (Adelsgeschlecht) |
| Burg Odenhausen      | Wachtberg                       | Abtei Siegburg, Herren von Odenhausen |

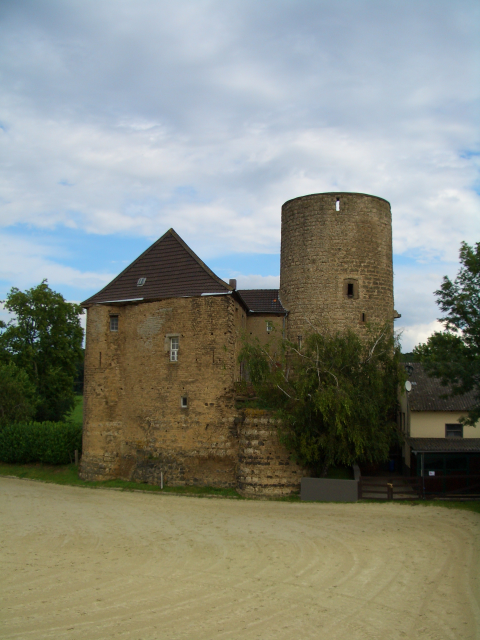
Burg Münchhausen
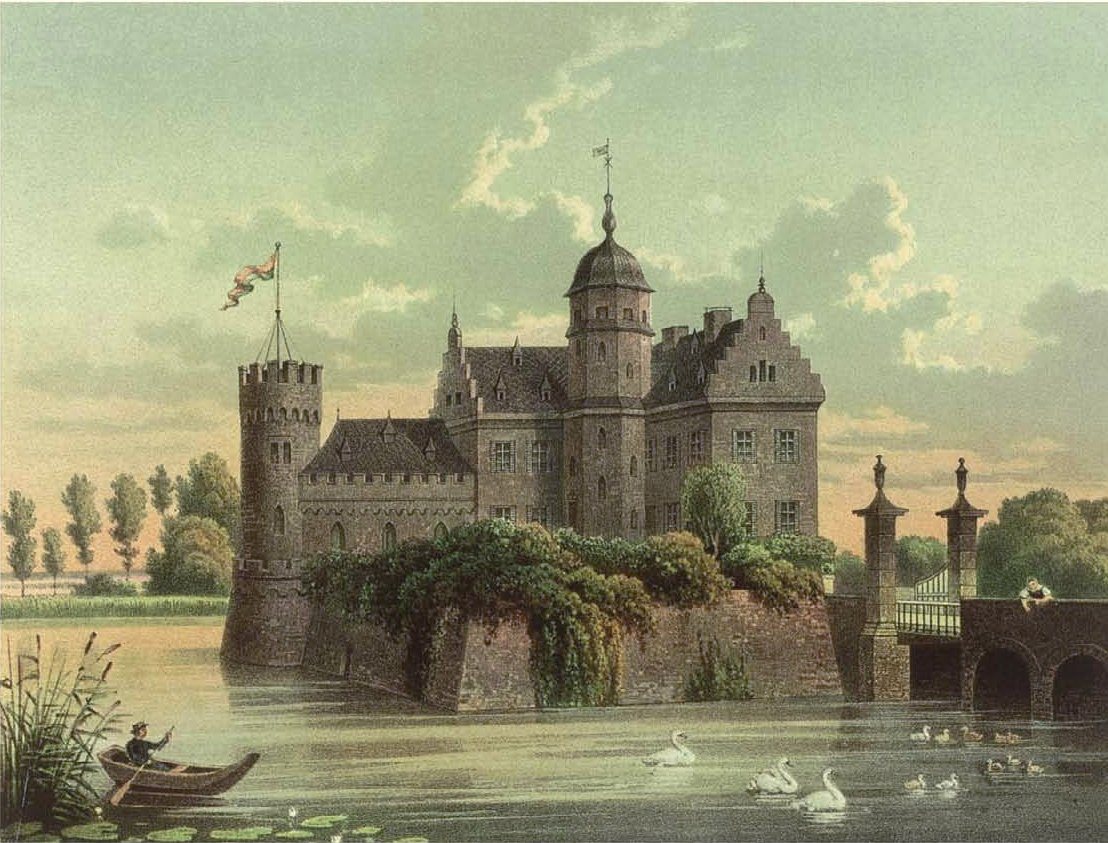
Burg Kriegshoven um 1860
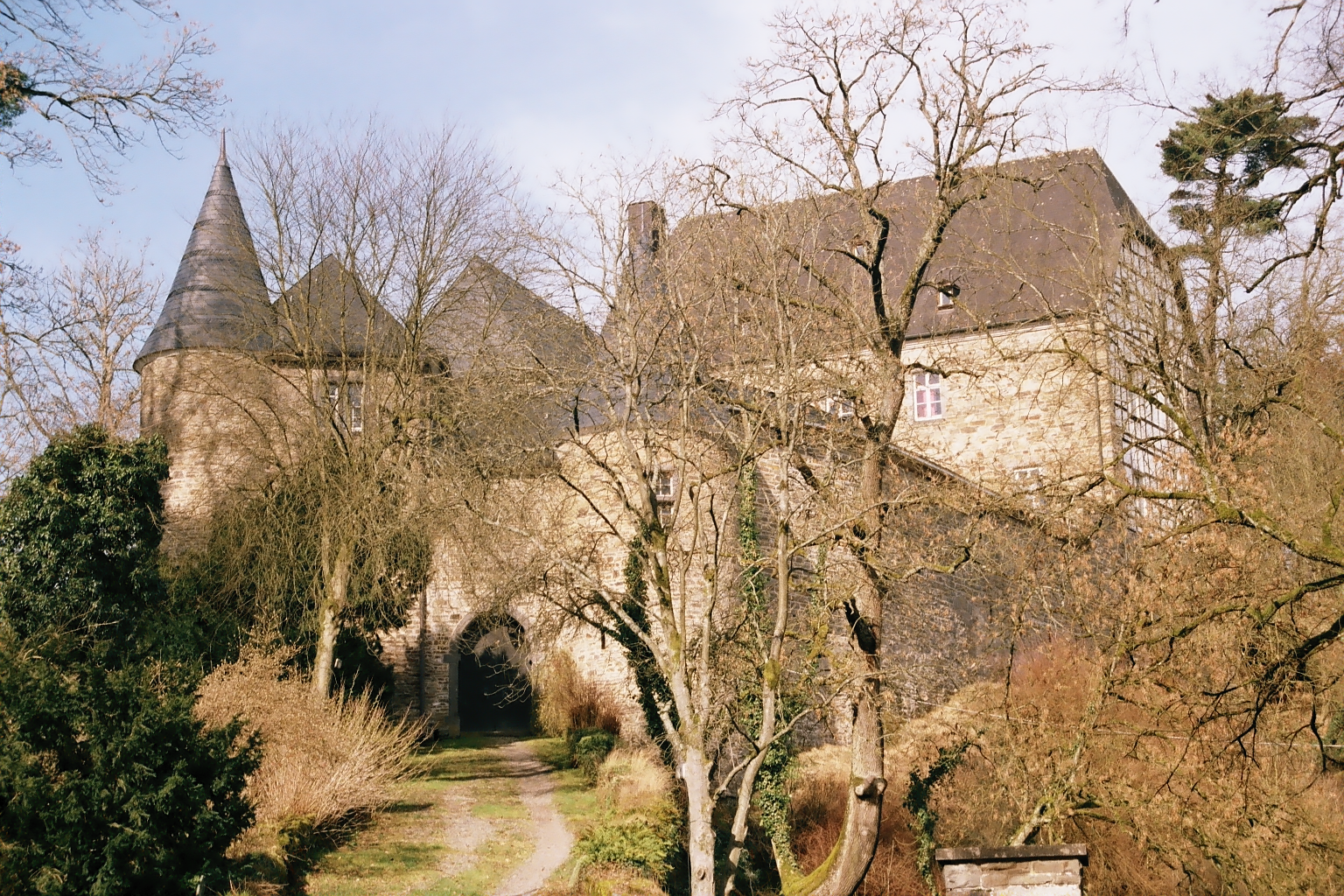
Burg Herrnstein
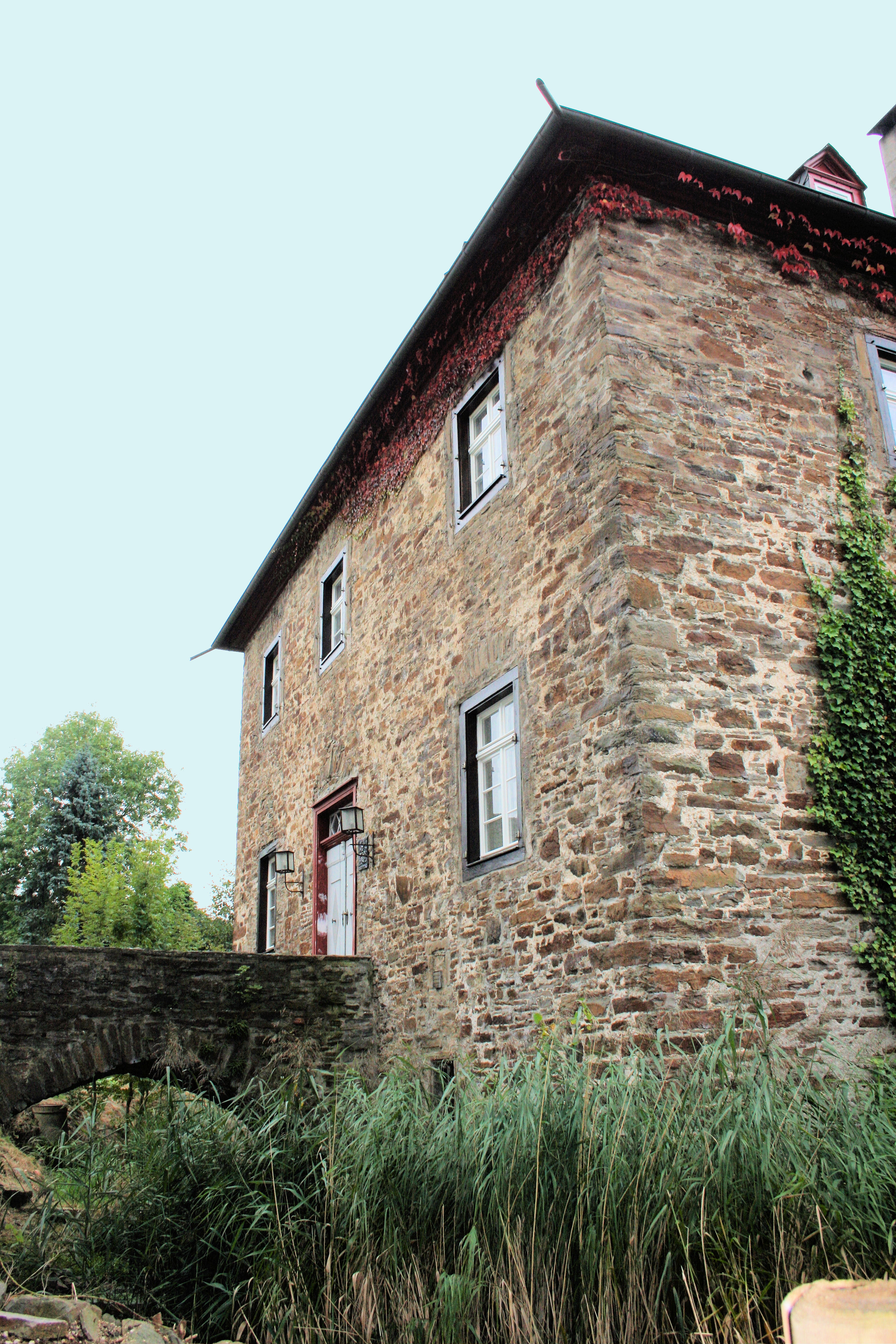
Burg Mauel
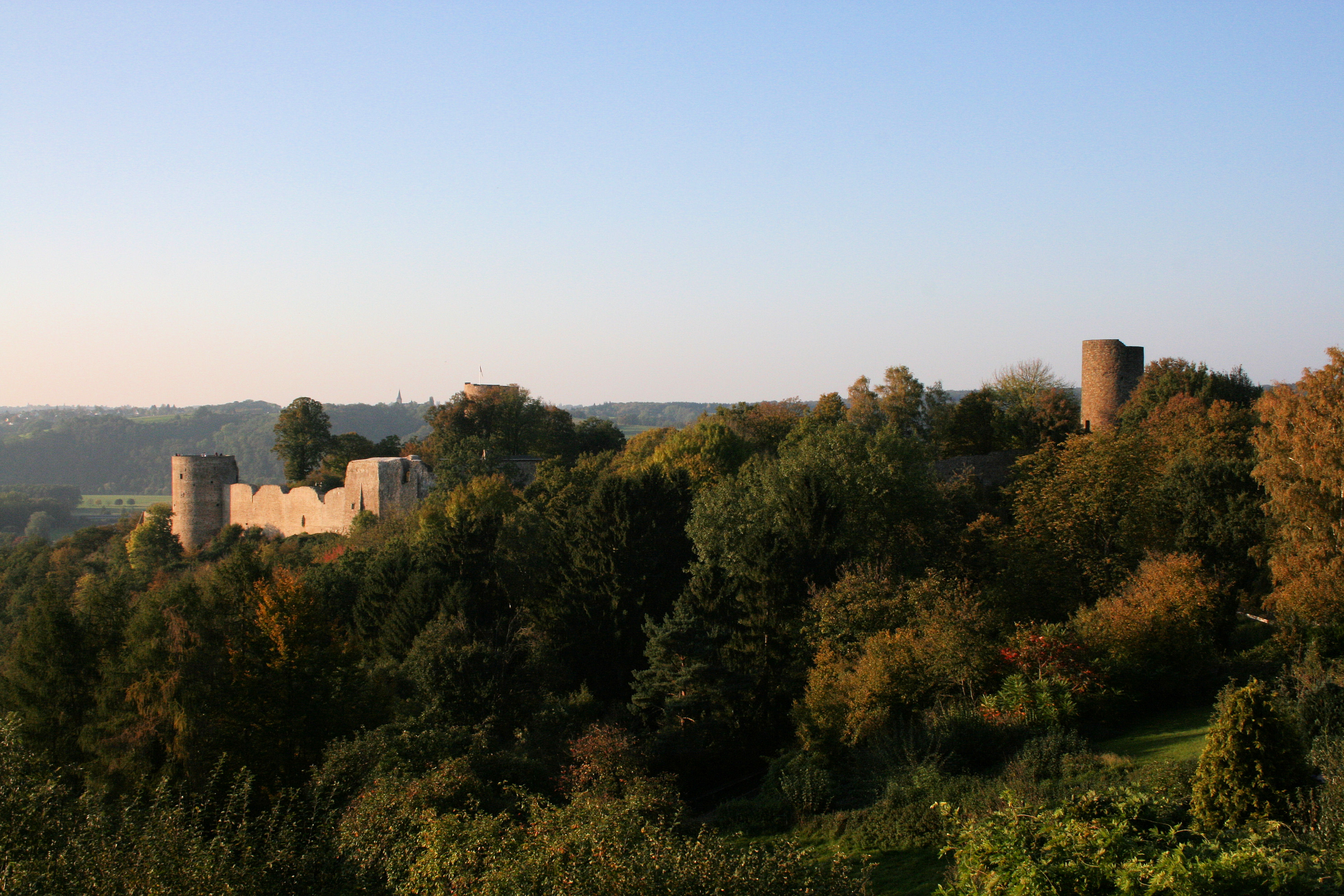
Burg Blankenberg
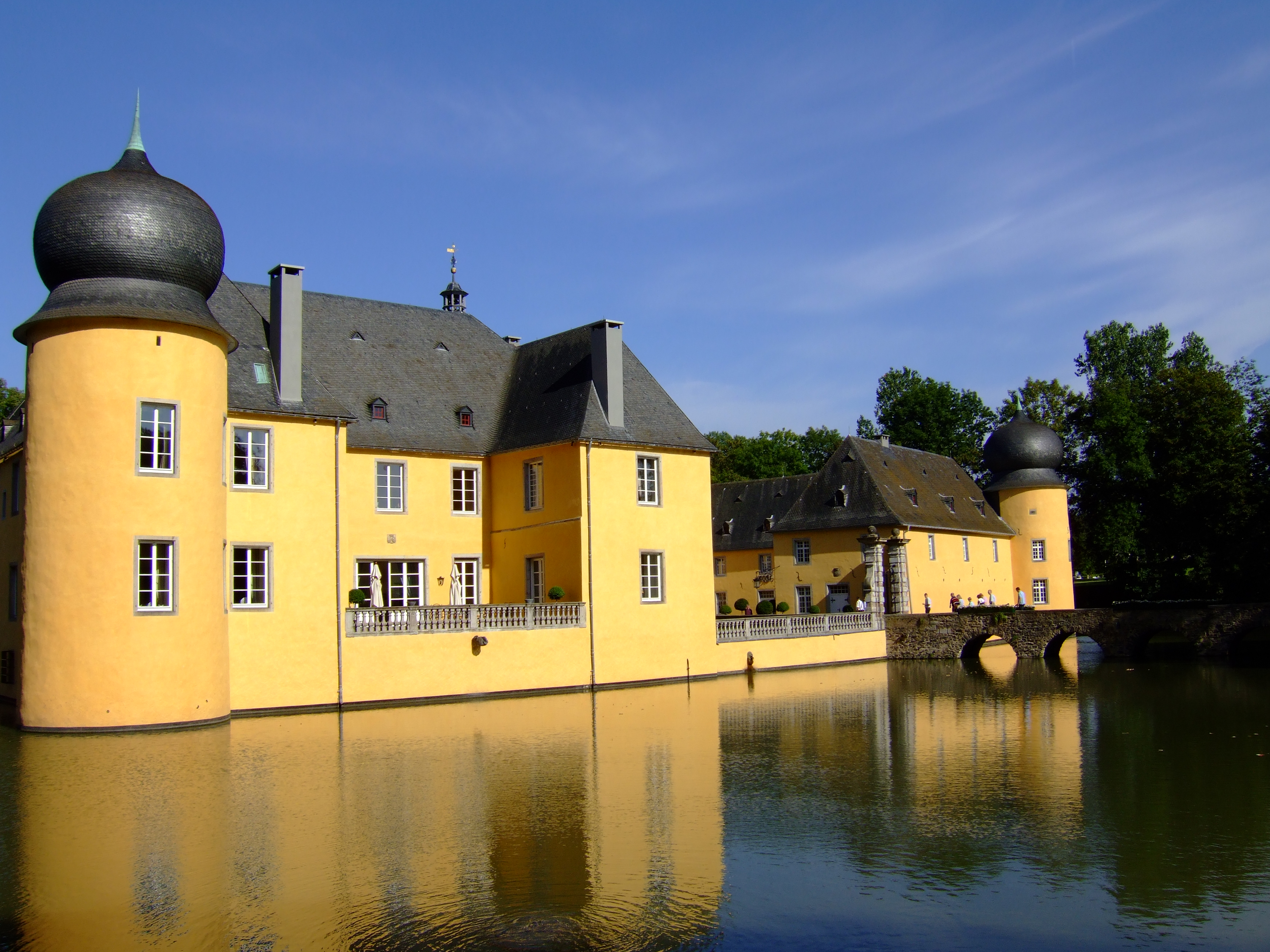
Wasserburg Gudenau
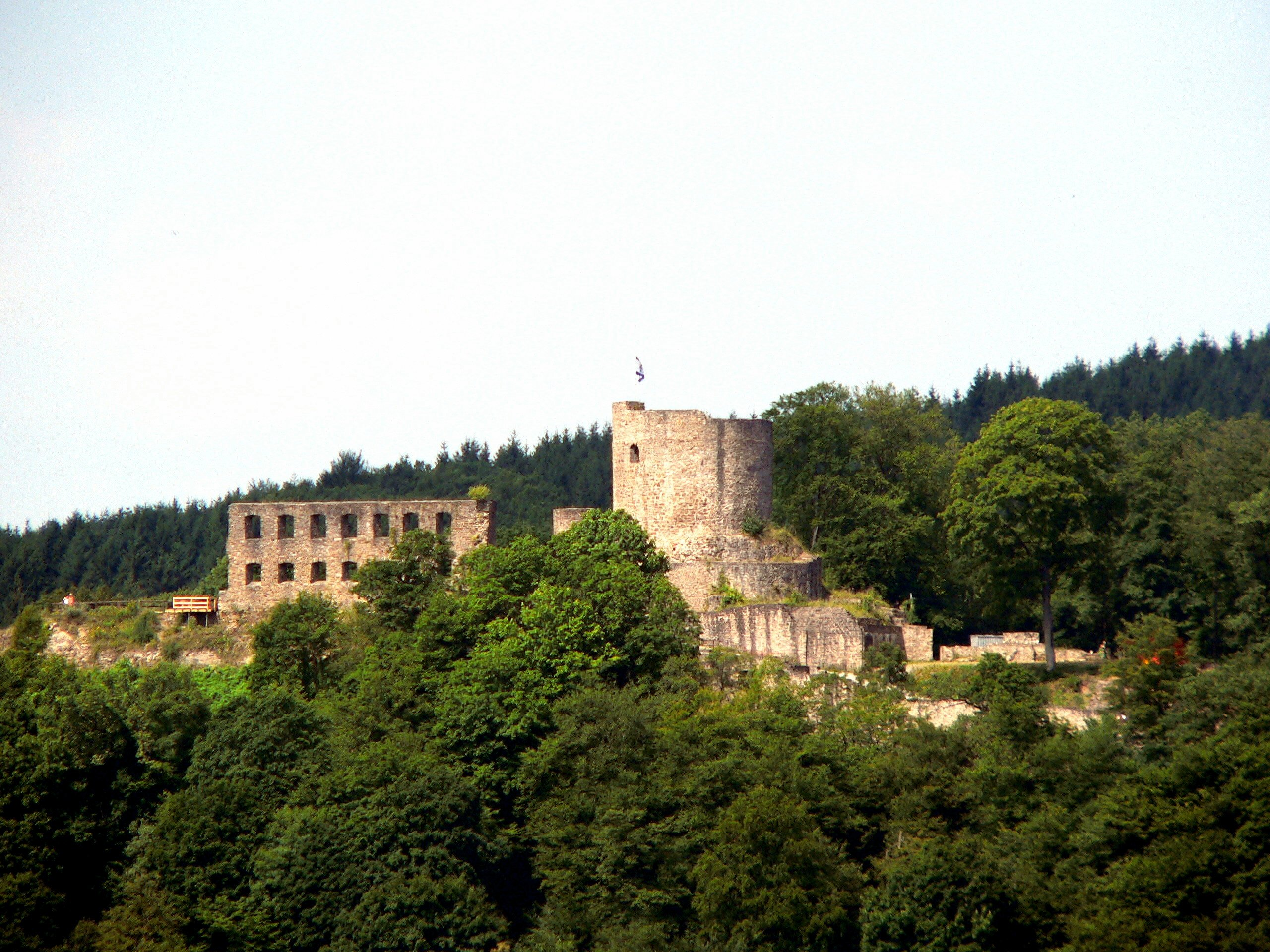
Burg Windeck
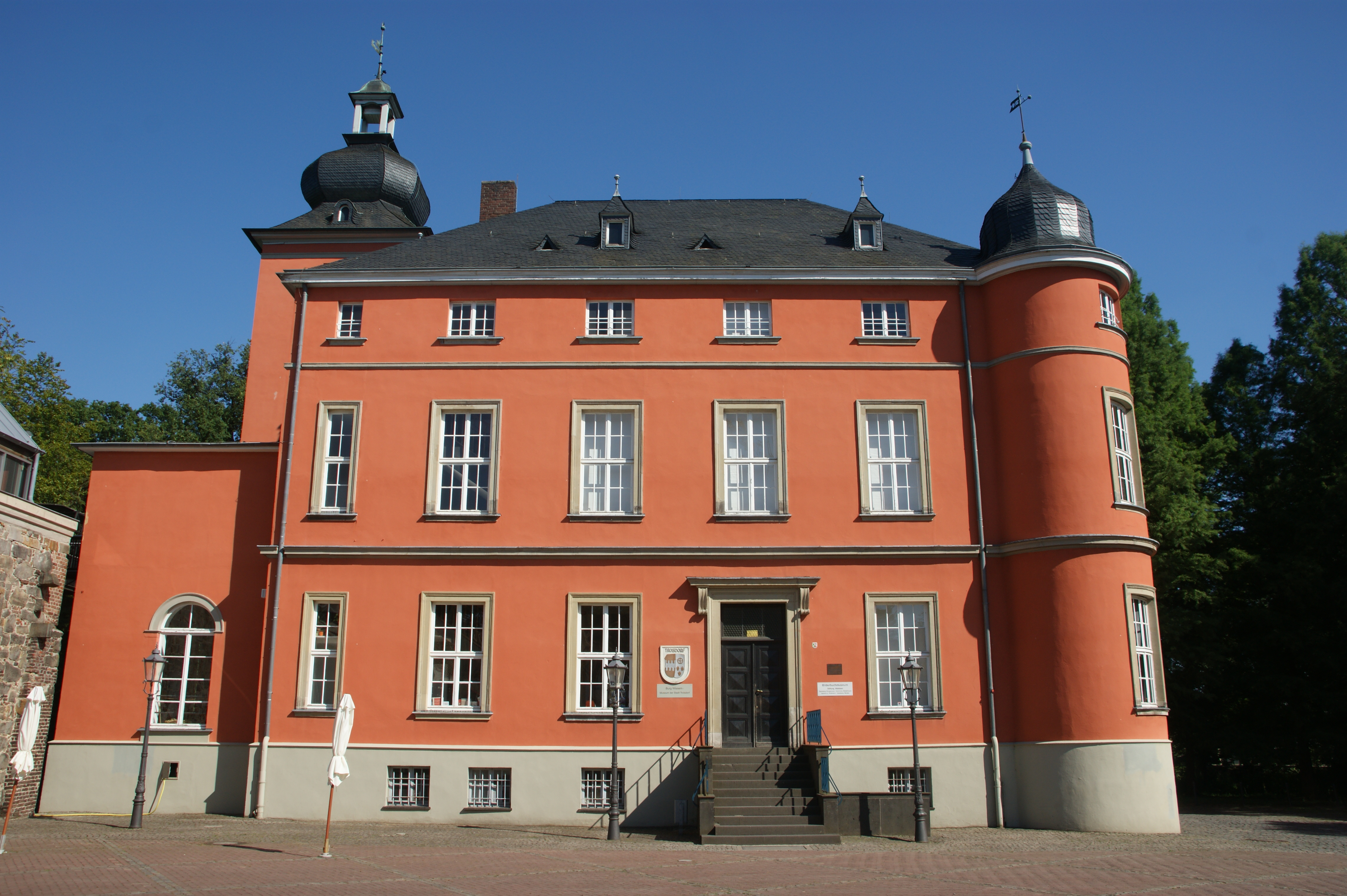
Burg Wissem